# 南奈央
南 奈央（みなみ なお、1978年6月29日 - ）は、日本の女優。
石川県出身。身長167cm。B:86、W:59、H:88、S:24cm。体重49kg。血液型O型。
趣味はキックボクシング、ピアノ、ビリヤード。特技は日本舞踊、乗馬、珠算、暗算。好きな色は白、ビタミンカラー。

## 経歴
- 石川県立金沢泉丘高等学校、早稲田大学商学部卒業
- 2001年度 全日本きものの女王コンテスト グランプリ受賞

## 出演

### 映画
- マナに抱かれて （2003年）- 茉莉 役
- jazztronic"SET FREE"
- 能登の花ヨメ(2008年)

### テレビ
- 忠臣蔵1/47（2001年、フジテレビ）たぬきの看板娘おゆき 役
- スチュワーデス刑事6（2002年、フジテレビ）大橋奈緒子 役
- サラリーマン金太郎3（2002年、TBS）真美 役
- 世にも奇妙な物語 連載小説（2002年、フジテレビ）
- 窓を開けたら（NHK）
- ランブリングフィッシュ（2006年、KBS）橋本美幸 役

### CM
- 常盤薬品工業 「南天のど飴」(2006年）
- バンダイ 「チョコビ」(2007年）
- 花王（2007年）
- エステー ムシューダ歯医者編（2008年）

### 舞台
- ハムレット(2001年、オフィーリア 役）
- トンカツロック(村田友美 役）
- I LOVE JOKERS(ミキ 役・小百合 役）

### その他
- あさイチ 番宣（2010年、NHK）